# Cine de Arabia Saudita

Imagen ilustrativa de una claqueta con la bandera Saudita.

El Cine de Arabia Saudita es una industria relativamente nueva en el país asiático. Tras una prohibición de 35 años, las salas de cine en el país fueron abiertas nuevamente en el año 2018, incentivando la realización de producciones cinematográficas.

## Historia

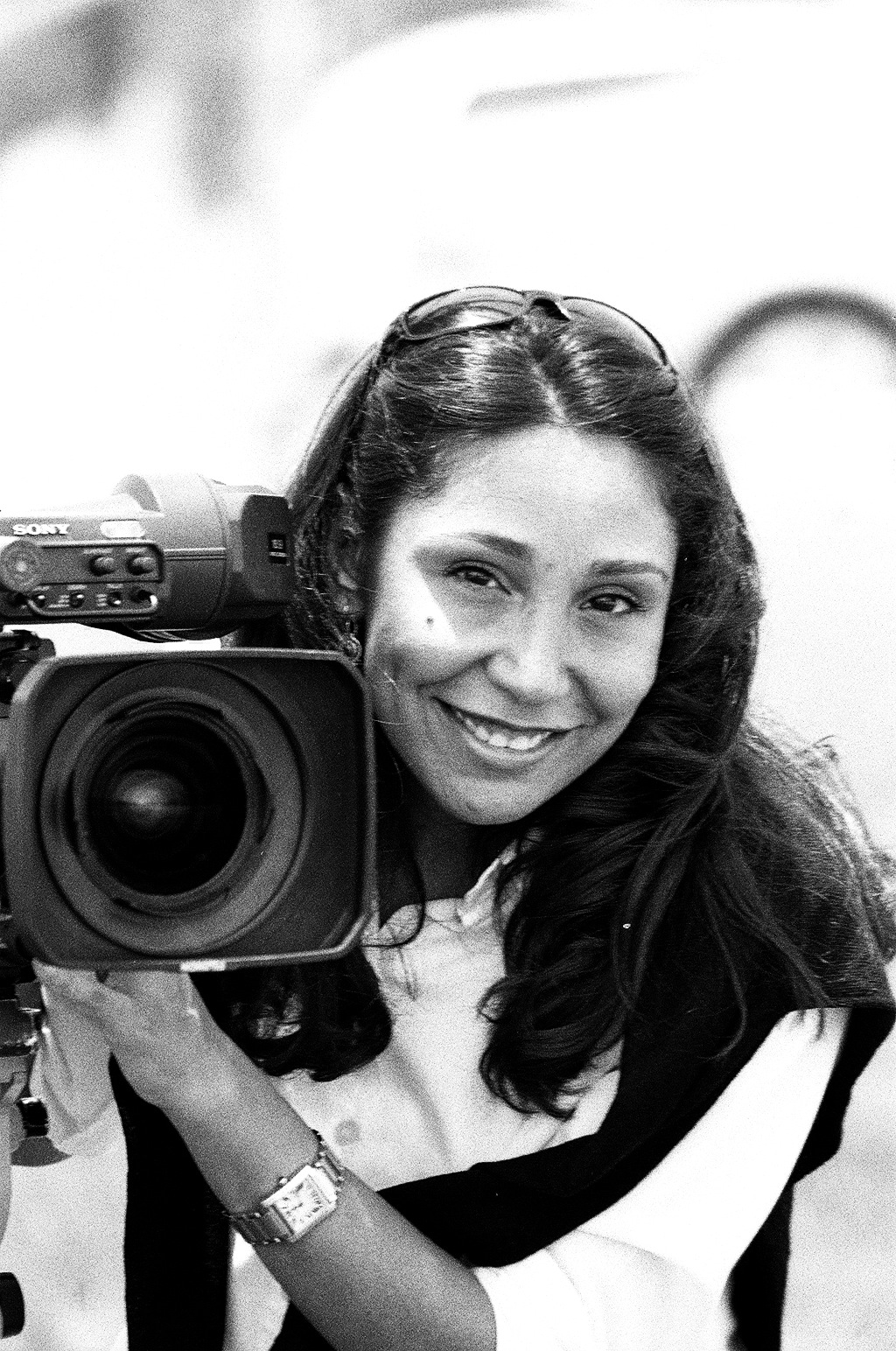
Haifaa al-Mansour se convirtió en la primera mujer directora de Arabia Saudita, y la primera en lograr repercusión internacional.

Con la excepción de un teatro IMAX en Khobar, no hubo salas de cine en Arabia Saudita entre 1983 y 2018, aunque ocasionalmente se llevaron a cabo reuniones con el fin de abrir salas de cine y en 2008 se alquilaron salas de conferencias para exhibir la comedia Mennahi. Los saudíes que desean ver películas recurrían a la televisión satelital y a los formatos caseros como el DVD y el VHS. Las salas de cine en el país fueron prohibidas durante 35 años, hasta la apertura de una sala en Riad el 18 de abril de 2018. AMC planea abrir otros 40 teatros en 15 ciudades del país en un lapso de cinco años.
Keif al-Hal?, estrenada en 2006, fue exhibida como la primera película saudí; sin embargo, fue grabada en los Emiratos Árabes Unidos y el personaje principal femenino fue interpretado por una actriz jordana. La película de 2012 Wadjda presentó un reparto enteramente formado por actores saudíes y fue el primer largometraje rodado en el país. La cinta Barakah Yoqabil Barakah del director Mahmoud Sabbagh fue filmada en Jeddah en 2015 y exhibida en el Festival Internacional de Cine de Berlín en su edición n.º 66, convirtiéndose en la primera película árabe en ser presentada en este evento. Sameera Aziz fue el primer cineasta árabe que logró repercusión en el ambiente de Bollywood.
Keif al-Hal? desencadenó un debate sobre la postura del país sobre el cine. El documental Cinema 500 km dirigido por Abdullah Al-Eyaf discutió el tema de la prohibición de salas de cine, obligando a los medios a abordar el tema y discutirlo. Wadjda fue seleccionada como la cuota saudí para competir en la categoría de mejor película de habla no inglesa en la edición n.º 86 de los Premios de la Academia —primera vez que el país presentó una película en los Premios Óscar— pero finalmente no fue nominada. Sin embargo, logró una nominación a los Premios BAFTA en la categoría de mejor película de habla no inglesa.

## Teatros

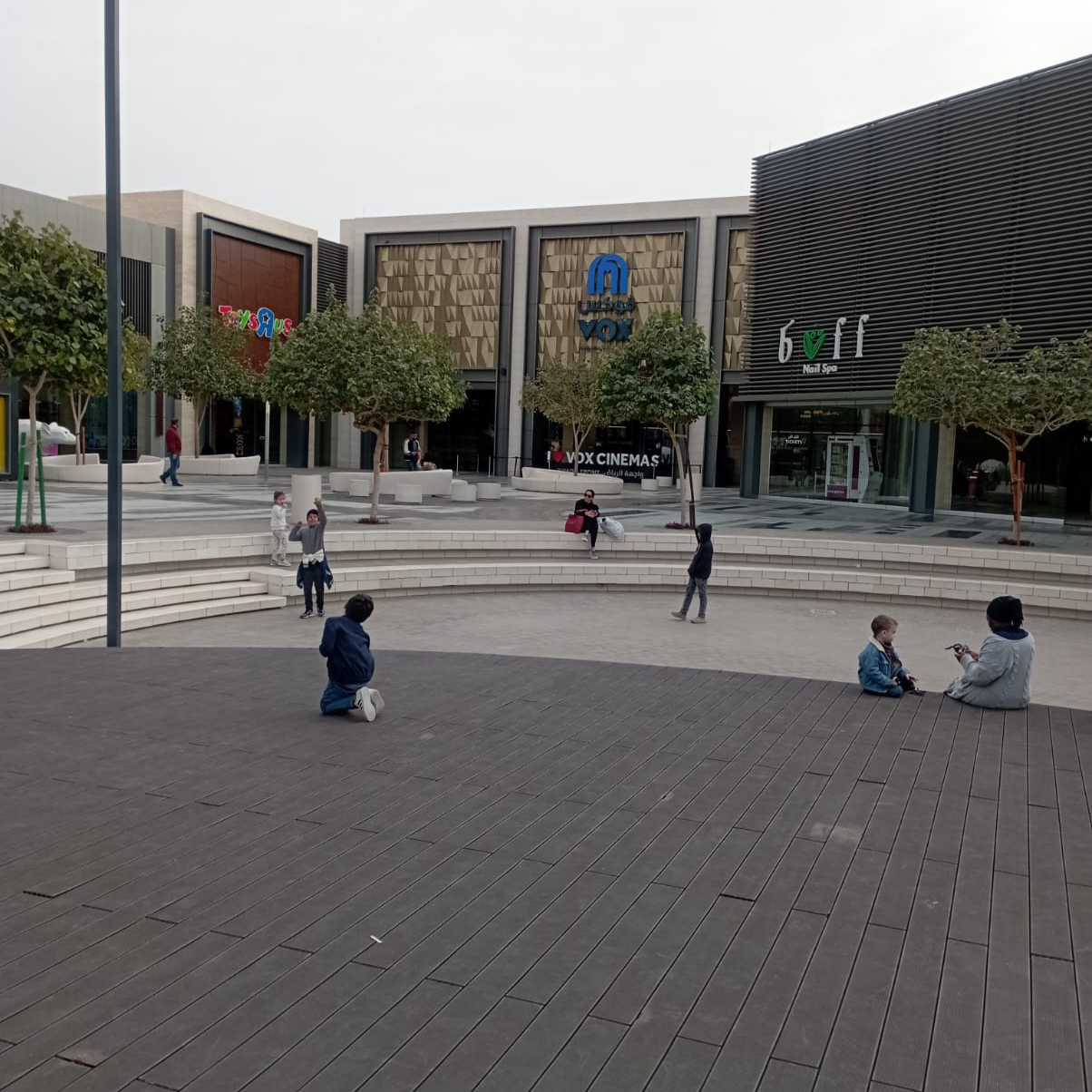
Cines Vox y otros locales en Riad Front, 2023.

En la década de 1970 existían algunos teatros en Arabia Saudita que no eran considerados antiislámicos, aunque no eran muy bien vistos de acuerdo a las estrictas normas del estado. En los años 1980 había algunas salas de cine improvisadas en Arabia Saudita, la mayoría de las cuales estaban en Jeddah y La Meca, donde se exhibían películas egipcias, indias y turcas sin intervención del gobierno. Sin embargo, todas estas salas se cerraron debido a las crecientes objeciones de los conservadores religiosos durante el movimiento de renacimiento islámico en la década de 1980. Como respuesta política a un aumento del activismo islamista, incluyendo el Incidente de la Gran Mezquita en La Meca en 1979, el gobierno decidió cerrar todas las salas de cine del país.
Durante la prohibición, la única sala de cine se encontraba ubicada en la ciudad de Khobar en el Instituto de Ciencia y Tecnología Sultan Bin Abdulaziz. El 11 de diciembre de 2017, el Ministerio de Cultura e Información anunció que las salas de cine volverían a funcionar en el país en 2018. El gobierno espera que para 2030, Arabia Saudita tendrá alrededor de 300 teatros y 2000 pantallas. La primera película exhibida fue Pantera Negra, iniciando el 18 de abril de 2018. Avengers: Infinity War empezó a ser proyectada el 26 de abril del mismo año.

## Películas
Un pequeño número de películas se han filmado en Arabia Saudita con un elenco saudí desde principios de la década de 2000. A continuación se presentan algunas películas saudíes notables:
- Dhilal al Sammt (Shadow of Silence; 2004)
- Cinema 500 km (2006)
- Keif al-Hal? (2006)
- Women without Shadows (Nisaa Bil Thil; 2006)
- I Don' Wanna (2008)
- Shadow (2008)
- Three Men and a Woman (2008)
- According to Local Time (2008)
- Sunrise/Sunset (2008)
- Last Day (2008)
- Project (2008)
- Wadjda (2013)
- Barakah Meets Barakah (2016)
- Erase (2018)[22]

### Películas filmadas en Arabia Saudita
- Exile Family Movie (Austria; 2006)
- Le Grand Voyage (Francia; 2004)
- Malcolm X (Estados Unidos; 1992)
- Le Schiave Esistono Ancora (Italia; 1964)
- Wadjda (Alemania, Arabia Saudita; 2013)
- Barakah Yoqabil Barakah (Arabia Saudita; 2016)
- A Hologram for the King (Inglaterra; 2016)

## Directores
- Abdullah Al-Muheisen
- Mohammad Makki
- Abdullah Al-Eyaf
- Haifaa al-Mansour
- Mohamed Al Salman
- Yousef Linjawi
- Mohammad Aldhahri
- Mohammad Al Khalif
- Abdulmuhsin Almutairi
- Hussam Alhulwah
- Mohammed Alhamoud
- Abdulmohsen Al-Dhabaan
- Nawaf Almuhanna
- Mohammed Salman
- Abdullah abuljadail
- Mohammed Albash
- Mosa Althounian
- Mohana Abdullah
- Mahmoud Sabbagh
- Gigi Hozimah
- Abdulmuhsen Alquseer
- Sameera Aziz
- Bakr Alduhaim[23]

## Actores
- Hisham Fageeh
- Ahd Kamel
- Fatima Al-Banawi
- Hind Mohammed
- Hisham Abdulrahman
- Abdullah Al-Sarhan
- Nasir Al-Gasabi
- Habib Al-Habib
- Yusof Al-Jarrah
- Mohammed Baksh
- Mushari Hilal
- Reem Abdullah
- Ahmed Khalil